# NGC 6542
NGC 6542 este o galaxie situată în constelația Dragonul. A fost descoperită în 22 iulie 1886 de către Lewis A. Swift.